# Steve Van Bael

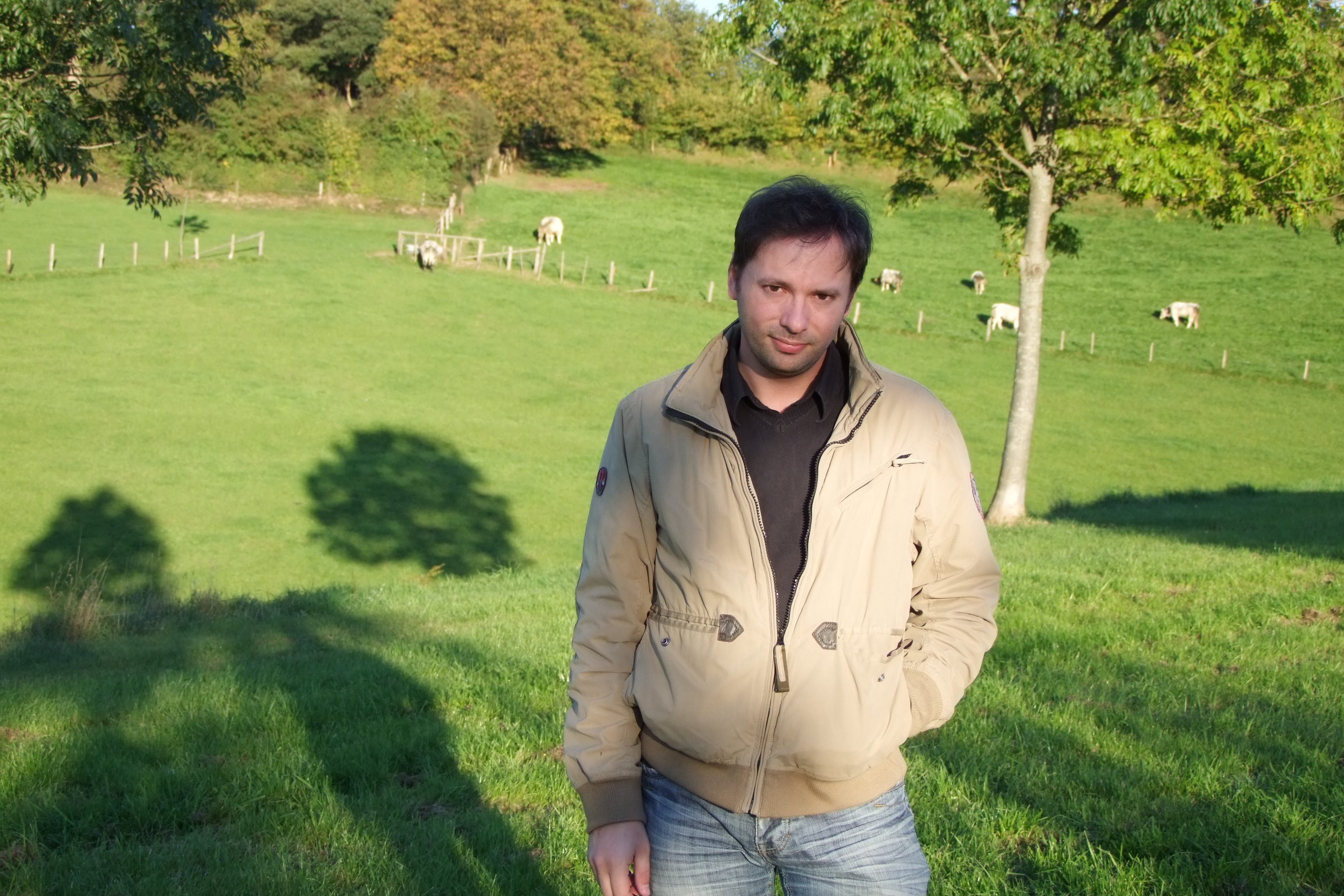
Steve Van Bael

Steve Van Bael (Aarschot, 22 mei 1978) is een Vlaams striptekenaar die vooral bekend is om zijn Figaro-reeks, maar ook van de stripreeks Baba Yega en Nachtwacht. Ondertussen (sinds het tweede semester van 2019) is hij ook (opnieuw) de vaste striptekenaar van De Kiekeboes.

## Carrière
Steve groeide op met de strips van Kiekeboe en Jommeke. Vandaar dat hij reeds vanaf zijn 5de een grote belangstelling kreeg om zelf strips te tekenen. Soda en Guus Slim worden daarna zijn grote voorbeelden.
Hij studeerde elektro- en mechanicatechnieken in het Aarschotse Damiaaninstituut. Daarna volgde hij reclame- en publiciteit in KTA2 te Diest. Zijn eerste gepubliceerde strips waren De Diestse stripboekenbeurs (promotiealbum). Na zijn studies kwam hij in contact met Rik Dewulf en Marc Daniels (De Marck) die hem nog in de Max’ateliers te Mechelen stripcursus gaven. Ze hadden samen stripstudio Studio Max! opgericht.
Hier zet hij zijn eerste stappen in de stripwereld als decortekenaar en inkter in het album De grappenkermis van Stam & Pilou.
In 2005 legde hij zich toe op zijn eigen reeks Link dat ook verscheen in Het Belang van Limburg en Gazet van Antwerpen. Van 2006 tot oktober 2007 wijdde hij zich aan Kiekeboe, maar dan als potloodtekenaar van de albums op schetsen van Merho. In 2007 gaf hij er de brui aan om zijn eigen reeks verder te zetten. Later werkte hij ook mee met uitgaven voor Eureducation.
Sinds het vierde kwartaal van 2019 werkt Steve sinds het plotse ontslag van Thomas Du Caju opnieuw mee als potloodtekenaar aan De Kiekeboes.

## Figaro
In 2008 werden 2 albums van Figaro op de markt gebracht. Figaro is een Vlaamse strip met verwijzingen naar bepaalde scènes uit de verschillende James Bondfilms. De albums werden eerst op de markt gebracht door Standaard Uitgeverij. In 2014 nam uitgeverij Saga de fakkel over.

## Iris Comic
De voluptueuze journaliste Iris is een strip die eerst verscheen in het tweemaandelijkse magazine Menzo en Clint, nadien in het maandelijks magazine van Ché (tijdschrift). Een eerste album is in de maak.

## Ergerlijk Eliootje
Ergerlijk Eliootje is de politieke parodie-strip die het levenslicht zag op entertainmentsite Clint.be. In eerste instantie was de strip een antwoord op het project Bad Bartje maar al snel kenden de avonturen van bekende politici tijdens hun jonge schooljaren zo veel succes dat een eerste album niet kon uitblijven.

## Baba Yega
In 2016 werd Baba Yega de winnaar van Belgium's got talent. Baba Yega kreeg in 2018 een eigen stripreeks. Het eerste album werd op de markt gebracht door Ballon Media.

## Nachtwacht
De avonturen van de televisiejeugdreeks Nachtwacht zijn ook te volgen in stripvorm. In het eerste exemplaar nemen Keelin, Wilko & Vladimir het op tegen 'de Absorbant', een duister wezen uit de onderwereld. Ad Stripferos! Met deze spreuk kwam de allereerste Nachtwacht strip magisch tot leven tijdens de persconferentie. Zowel de tekenaar als de schrijver waren verrast door deze magische spreuk van Vega. Het eerste album werd op de markt gebracht door Standaard Uitgeverij in samenwerking met Studio 100.

## Trivia
- Steve is een grote fan van Elvis Presley en Charly Chaplin.
- Hij heeft dezelfde verjaardag als Hergé: 22 mei.